# 瓦连京·拉斯普京
瓦连京·格里戈里耶维奇·拉斯普京（俄语：Валенти́н Григо́рьевич Распу́тин，1937年3月15日—2015年3月14日）是已故著名蘇聯及俄羅斯作家，被視為俄羅斯鄉村文學及戰爭文學的代表，曾兩度榮獲蘇聯國家獎。2015年3月，拉斯普京因病陷入昏迷後不治死亡。